# Arctosa gougu
Arctosa gougu är en spindelart som beskrevs av Chen och Song 1999. Arctosa gougu ingår i släktet Arctosa och familjen vargspindlar. Inga underarter finns listade i Catalogue of Life.